# ブリッジ (ゲーム会社)
株式会社ブリッジ（英: VRIDGE INC.）は、東京都町田市に本社を置くゲーム開発企業。2000年7月14日設立。
主にコンシューマー機向けコンピュータゲームの企画・開発を手がけるが、携帯電話向けモバイルコンテンツの企画・制作や、ゲームミュージックの制作も手がける。

## 主な開発作品

### コンピュータゲーム

#### PlayStation 2
サクセス
- 此花シリーズ（1作目はPlayStationとドリームキャストで、2作目はPlayStation 2とドリームキャストで発売）
- SHINE 〜言葉を紡いで〜
- 転生八犬士封魔録

データム・ポリスター
- ルームメイト麻美 -おくさまは女子高生-
- メモリアルソング
- ガーディアン・エンジェル

角川書店
- 少女義経伝シリーズ（WellMADEブランド）
- GIRLSブラボー R15
- SHUFFLE! ON THE STAGE（移植を担当）
- FRAGMENTS BLUE
- 少年陰陽師 翼よいま、天へ還れ
- 召喚少女 〜ElementalGirl Calling〜
- らき☆すた 〜陵桜学園 桜藤祭〜

メディアワークス/アスキー・メディアワークス
- DearS
- 灼眼のシャナ
- ななついろ★ドロップス pure!!（移植を担当）
- 乃木坂春香の秘密 こすぷれ、はじめました♥

ディースリー・パブリッシャー
- Backlash 恋のエキゾースト・ヒート
- 幕末恋華 新選組シリーズ
- 維新恋華 龍馬外伝
- STORM LOVERシリーズ
- リトルアンカー

マーベラスインタラクティブ/マーベラスエンターテイメント
- フタコイ オルタナティブ 恋と少女とマシンガン
- かしまし 〜ガール・ミーツ・ガール〜 「初めての夏物語。」
- がくえんゆーとぴあ まなびストレート! キラキラ☆Happy Festa!
- 家庭教師ヒットマンREBORN!Let's暗殺!?狙われた10代目!
- 花宵ロマネスク 愛と哀しみ—それは君のためのアリア
- 家庭教師ヒットマンREBORN!狙え!? リング×ボンゴレトレーナーズ

ジェネックス
- 卒業 2nd Generation

#### ニンテンドーDS
- らき☆すた 萌えドリルシリーズ（角川書店）
- 灼眼のシャナDS（メディアワークス）
- 幕末恋華 新選組DS（ディースリー・パブリッシャー）
- Really? Really! リアリアDS（角川書店、移植を担当）

#### PlayStation Portable
- らき☆すた ネットアイドル・マイスター（角川書店）
- マリッジロワイヤル プリズムストーリー（アスキー・メディアワークス）
- STORM LOVER（ディースリー・パブリッシャー）
- STORM LOVER 快!!（ディースリー・パブリッシャー）
- STORM LOVER 夏恋!!（ディースリー・パブリッシャー）
- 乃木坂春香の秘密 同人誌はじめました♥（アスキー・メディアワークス）
- らき☆すた 〜陵桜学園 桜藤祭〜  Portable（角川書店）
- 日常（宇宙人）（角川ゲームス）
- ロウきゅーぶ!（アスキー･メディアワークス）
- Custom Drive（ディースリー・パブリッシャー）
- 恋は校則に縛られない!（アスキー･メディアワークス）
- バカとテストと召喚獣 PORTABLE（角川ゲームス）

#### PlayStation
- Evergreen Avenue（データム・ポリスター/メディアワークス）

### オンラインWEBゲーム
- 海洋叙事詩メルヴェイユ（メディアワークス）

### ウェブコンテンツ
- Lasting Anthem（アスキー・メディアワークス）

### モバイルコンテンツ
- キャラフル☆ライフ（パナソニック ネットワークサービシズ）
- らき☆すた もばいる（パナソニック ネットワークサービシズ）
- こちら胸キュン乙女（ディースリー・パブリッシャー）
  - 花柳剣士伝〜桃源の招宴〜
  - 幕末恋華・新選組〜謀殺の宴〜
  - mobile Vitamin
  - 恋日恋華・新選組
- 電撃モバイルi（メディアワークス）
  - 灼眼のシャナ
  - ななついろ★ドロップスPUZZLE
- アトラスワールド（アトラス）
  - ペルソナ4特集サイト
- 電撃G'sモバイル（アスキー・メディアワークス）
- ケータイ王子（at the LOUNGE）

### 音楽制作
前述のゲームおよびそれに関するCD以外の作品を記述。
- Piaキャロットへようこそ!!G.P.（F&C）
- 麻雀覇王シリーズ（毎日コミュニケーションズ）
- 天空のシンフォニア2（F&C）
- 紅蓮に染まる銀のロザリオ（F&C）
- 東大将棋シリーズ（毎日コミュニケーションズ）
- 学園天使ラプソディードラマCD（日本エンタープライズ）
- BLAZBLUE（アークシステムワークス）
- しおんの王（毎日コミュニケーションズ）